# Пирът на Балтазар или Нощ със Сталин
„Пирът на Балтазар или Нощ със Сталин“ (на руски: Пиры Валтасара, или Ночь со Сталиным) е съветски филм от 1989 година, драма на режисьора Юрий Кара по сценарий на Фазил Искандер, адаптация на неговата едноименна новела от романа „Сандро от Чегем“.
В центъра на сюжета е абхазки танцьор в средата на 30-те години на XX век, който танцува на местен банкет в чест на гостуващия диктатор Йосиф Сталин, в когото разпознава извършител на престъпление, което е видял в детството си. Главните роли се изпълняват от Александър Феклистов, Алексей Петренко, Валентин Гафт, Евгений Евстигнеев.

## В ролите
- Алексей Петренко – Йосиф Сталин
- Александър Феклистов – Сандро
- Валентин Гафт – Лаврентий Берия
- Лариса Белогурова – Нина Берия
- Евгений Евстигнеев – Михаил Калинин
- Сергей Никоненко – Климент Ворошилов
- Алексей Сафонов – Нестор Лакоба
- Тамара Яндиева – Сария Лакоба
- Михаил Кононов – директор на Санаториума
- Анатолий Гузенко – Платон Панцулая
- Сергей Николаев – готвач
- Владимир Кашпур – Лазар Каганович
- Татяна Василева – съпруга на Каганович